# Zone de protection du biotope de Lienskjæret
La zone de protection du biotope de Lienskjæret (environ 0.8 hectare, dont environ 0,01 hectare de terre) est située au large d'Utstranda dans le Tyrifjord, juste au sud de Lia et au sud-est de l' île d'Utøya. La zone a été créée par résolution royale le 22. Juin 2018 en application de la loi sur la gestion de la diversité de la nature no. 100 du 19 juin 2009 sur la gestion de la diversité de la nature et promue par le Ministère de l'écologie et du climat.
La zone de conservation est située dans la commune de  Hole, comté de Viken, et est incluse dans la Zone de conservation des oiseaux de Tyrifjorden. Elle se compose d'un unique récif et d'une zone d'environ 50 mètres autour de celui-ci.
La zone de conservation du biotope a été créée afin de prendre soin d'une région qui a une importance particulière en tant que site de nidification pour le goéland cendré. L'objectif étant de garder les lieux dans le meilleur état possible.